# Monastère de la Transfiguration de Mourom
Le monastère de la Transfiguration de Mourom ou monastère de la Transfiguration du Sauveur ou monastère Spaski (en russe : Му́ромский Спа́со-Преображе́нский монасты́рь) est un monastère d'homme de l'éparchie de la ville de Mourom, appartenant à l'Église orthodoxe russe, situé sur la rive gauche de la rivière Oka. Sa date de création au XIe siècle est l'une des plus anciennes de Russie.

## Histoire
Selon la tradition locale établie par plusieurs chroniques du XVIe siècle intitulées « Récits sur l'établissement du christianisme à Mourom », l'installation du christianisme à Mourom est liée à la création du monastère par le prince de Mourom, Gleb Vladimirovitch avant l'année 1015. Cette création du monastère à la fin du Xe siècle début du XIe siècle est confirmée par l'historiographie russe,. Mais il existe différentes opinions sur la question de cette création et de sa date.
Le monastère est renseigné dans les chroniques comme le premier de tous les monastères de Russie et est cité dans « Chronique des temps passés » à propos de l'année 1096 et de la mort dans les murs de Mourom de prince Iziaslav Valdimirovitch 
À l'époque de la mort du prince de Mourom, Iouri Vladimirovitch le 19 janvier 1175, il est à nouveau fait référence au monastère de la Transfiguration du Sauveur de Mourom comme lieu d'inhumation de ce prince . La Chronique d'Ipatiev rapporte les mêmes évènements à la même date.
À la fin du XVe siècle le monastère est à nouveau cité à propos de la mort d'un boyard de Novgorod, Fiodor Borestki, qui était entré comme moine et avait reçu la tonsure au monastère de la Transfiguration du Sauveur. Fils de Marfa Boretskaïa, Fiodor Boretski se fait arrêter par Ivan III qui le relègue à Mourom où il meurt.
Au milieu du XVIe siècle, après une campagne militaire pleine de succès à Kazan,Ivan le Terrible fait ériger plusieurs églises en pierre à Mourom parmi lesquelles la cathédrale du monastère de la Transfiguration du Sauveur .
Malgré de nombreuses transformations, la cathédrale a conservé son aspect primitif.
On retrouve chez elle les traditionnelles cinq coupoles dont le modèle est la cathédrale de la Dormition de Moscou… L'ornementation est modeste, les proportions strictes, son aspect monolithique, sa simplicité forment un ensemble solennel .
Le nom d'Ivan le Terrible est lié au début du développement économique du monastère de la Transfiguration. En plus de l'extension de son patrimoine immobilier, le tsar en fit un lieu de vie commune. Dans les descriptions et inventaires de 1624 et de 1636—1637 le monastère de Mourom est cité comme « bâtisse du souverain ». Cela confirme la participation active dans la vie du monastère des représentants de la famille regnante.

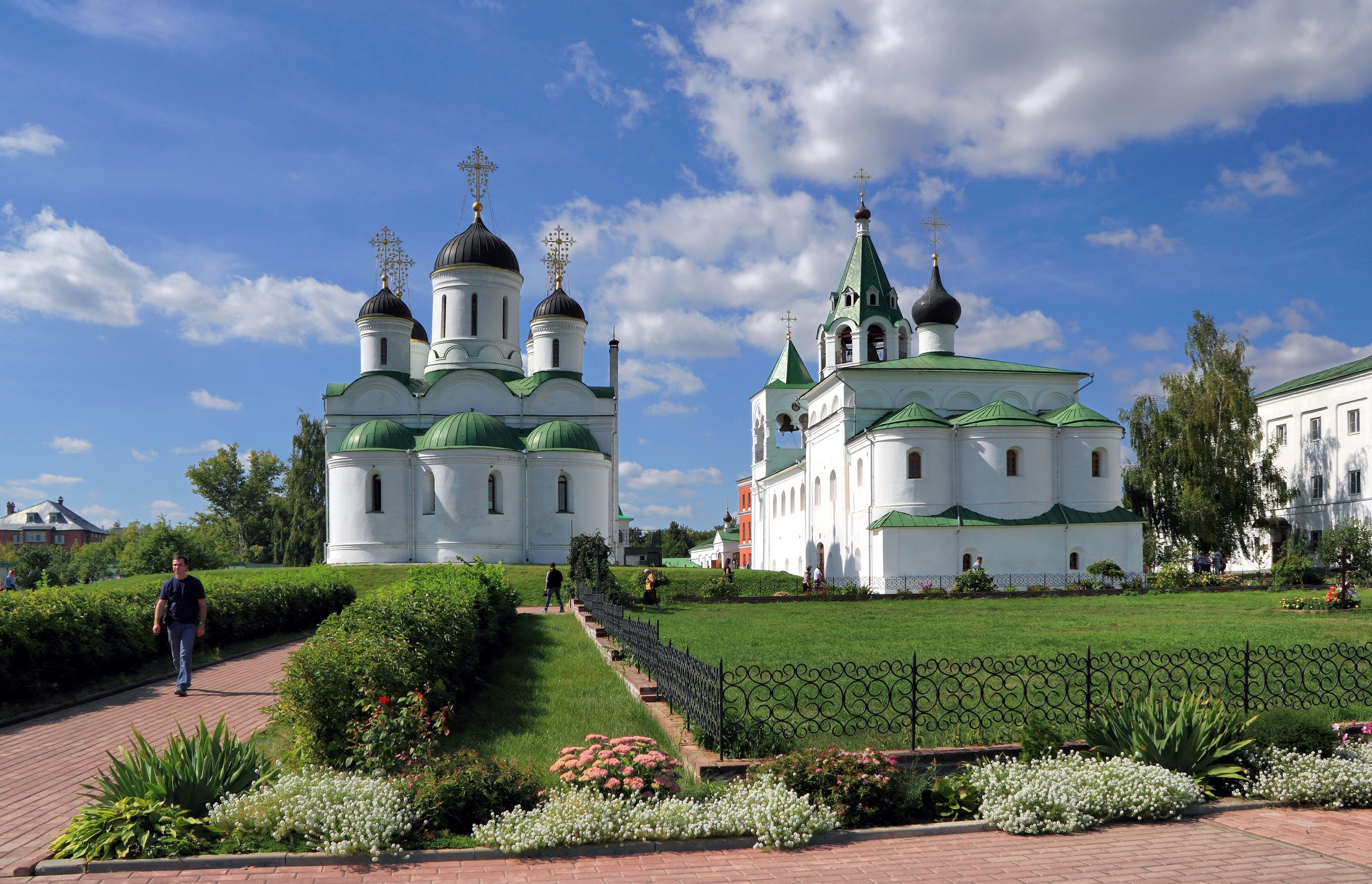
Mourom : la cathédrale du monastère de la Transfiguration et l'église Saint-Basile

En 1616, la ville de Mourom est envahie par les troupes lituaniennes sous le commandement d'Alexandre Jozef Lisovski. Durant leur offensive, le monastère de la Transfiguration subit des dégâts importants.
En 1652, avant même le schisme du Raskol de 1666 dû aux changements apportés par Nikon (patriarche de Moscou) à l'orthodoxie, Mourom refuse de se soumettre aux nouvelles règles et le monastère devient un des fiefs des défenseurs de la foi des Orthodoxes vieux-croyants. L'archimandrite Antoni écrit au tsar Alexis Ier en exposant ses doutes sur la réforme en cours et en demandant que les premières dispositions canoniques prises sous Nikon soient modifiées sous l'autorité du souverain. En 1662, l'archimandrite Antoni, sur ordre de métropolite Ilarion archevêque de Riazan et Mourom, la gestion du monastère est enlevée des mains de l'archimandrite Antoni et, en 1666, il est rappelé à la cathédrale de Moscou. Malgré son repentir l’archimandrite Antoni est renvoyé ensuite non pas à Mourom mais au monastère de Kirillo-Belozersky.
Dans les années 1680, une donation important est faite au monastère par le métropolite Varsonofi qui était originaire d'une famille de marchands de Mourom. Grâce à ce don un étage est ajouté aux bâtiments et la reconstruction d'un réfectoire est entreprise.
Dans les années 1720, un petit séminaire est installé sur le domaine du monastère destiné aux enfants du clergé

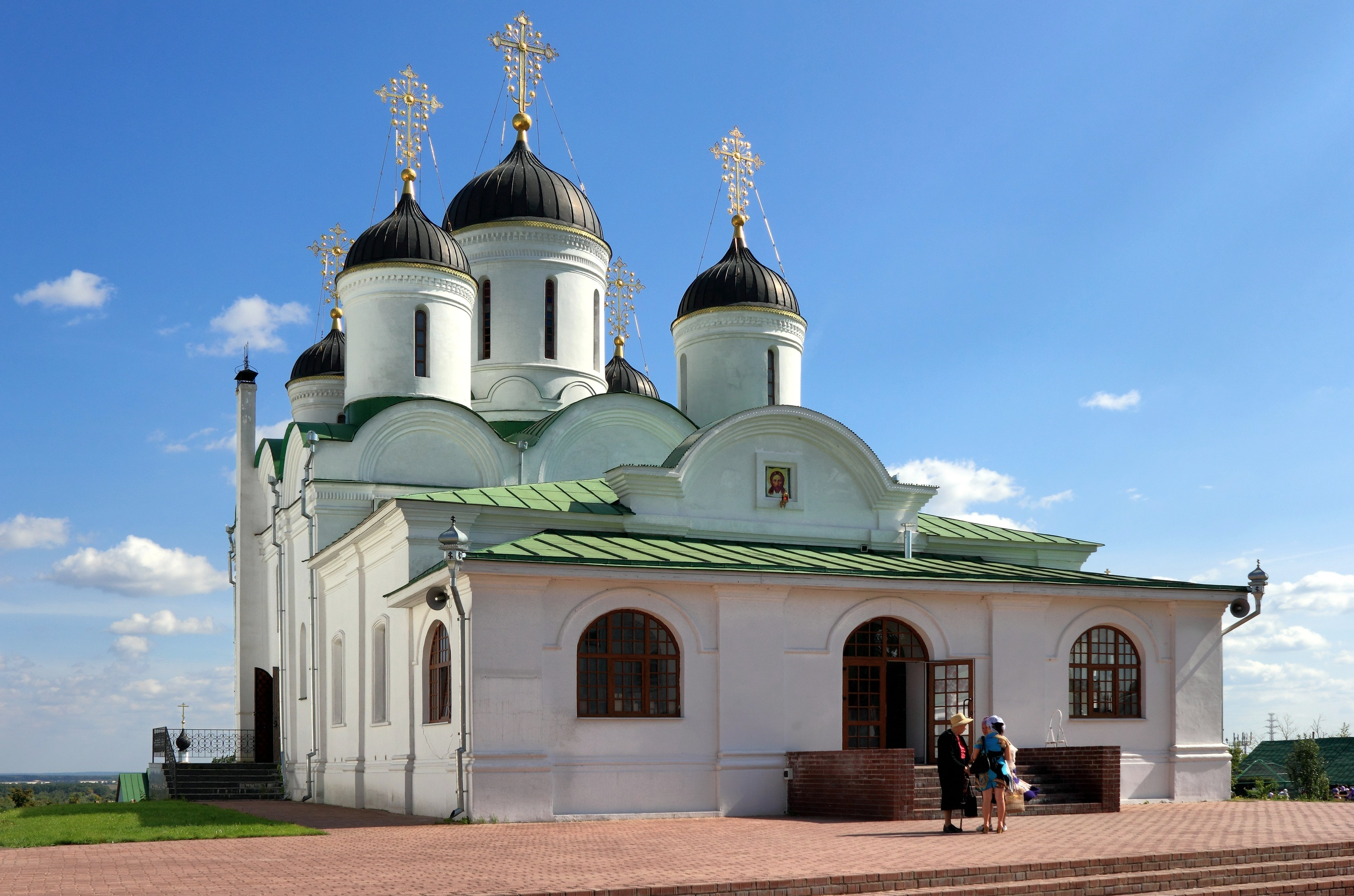
Église cathédrale (XVI)

Le 26 janvier 1765, l'évêque de Vladimir et Mourom, Pavel Grevnevski, sur base d'une décision du Saint-Synode, annonce la suppression du monastère Borissoglebski de Mourom et le transfert des religieux au monastère de la Transfiguration de Mourom . Le monastère Borissoglebski est transformé en simple paroisse.
De 1866 à 1868, c'est l'archimandrite Gavriil (1795-1868), ancien professeur de droit canon puis de philosophie à l'Université de Kazan, qui dirige le monastère. C'est un des premiers historiens russe de la philosophie.
En 1877, sous l'archimandrite Antoni (Ilen), le monastère est dans un état lamentable et les fonds manquent pour le remettre en état. Après un voyage à Athos en 1878, Antoni ramène une copie fidèle de l'icône la Vierge Skoroposlouchnitsa dont l'orignal se trouvait au monastère de Docheiariou. Durant les années 1880, le monastère est restauré grâce à l'afflux de pèlerins venus contempler l'icône:

Après la révolution d'Octobre 1917, l'évêque de Mourom, Mitrofane Zagorski, est accusé de collusion avec les insurgés du soulèvement de Mourom du 8-9 juillet 1918 dirigé par le colonel Nikolaï Sakharov. Le monastère de la Transfiguration est fermé par les Bolcheviks . Mais durant les années 1918-1919 il continue malgré tout à servir d'église paroissiale et de cimetière civil.
À partir des années 1920, le monastère et son domaine sont placés sous contrôle du musée de Mourom. Puis dès janvier 1929, c'est l'armée et une section du NKVD qui l'occupent. La nécropole est détruite et l'accès au domaine du monastère est interdit au public.

## Renaissance du monastère
En avril 1990, la ville de Mourom a envoyé une lettre ouverte pour soutenir le transfert de la propriété du monastère de la Transfiguration à l'Église orthodoxe russe. L'académicien Dmitri Likhatchov, a adressé une lettre dans le même sens, le 8 octobre 1990 au patriarche Alexis II de Moscou pour soutenir cette demande.
Au printemps 1995, la division militaire n° 22165 a quitté le monastère qu'elle occupait encore et Kiril Épiphane a été nommé à la tête de ce dernier. Il a commencé la restauration matérielle et spirituelle des lieux en ruine.
Entre 2000 et 2009, le monastère a été restauré grâce à l'aide des fonds du Trésor public de la fédération de Russie. Il s'agit :   
- du réfectoire à deux étages datant de 1691 ;
- du corpus datant de 1687 ;
- de l'église Saint-Cyrille-Belozerski de 1807-10 ;
- des cellules des frères datant de 1890